# Вітрове навантаження
Вітрове навантаження — це така характеристика вітру, яка показує з якою силою, він впливає на конструкцію, споруду. Це дозволяє зрозуміти, якої міцності матеріали або конструкції, потрібно використовувати при проектуванні у будівництві. Правильний розрахунок вітрового навантаження гарантує, — що будівельна споруда, витримає, і не зруйнується під впливом потоку повітря.

## Що впливає, на розрахунок вітрового навантаження
- аеродинамічний коефіцієнт
- коефіцієнт висоти споруди
- коефіцієнт географічної висоти
- коефіцієнт рельєфу
- коефіцієнт напрямку
- коефіцієнт динамічності

Аеродинамічний коефіцієнт - величина яка показує, як пручається споруда  в залежності від її форми.
Коефіцієнт висоти споруди -  величина яка показує, як пручається споруда зі збільшенням її висоти.
Коефіцієнт географічної висоти - величина яка показує, як пручається споруда відносно її розташування і висоти над рівнем моря
Коефіцієнт рельєфу - величина яка показує, як пручається споруда відносно її розташування і наявності природних перешкод
Розрізняють 4 типи місцевості:
1. Відкриті поверхні морів, озер, а також плоскі рівнини без перешкод, що піддаються дії вітру на ділянці довжиною не менше як 3 км.
2. Сільська місцевість з огорожами (парканами), невеликими спорудами, будинками і деревами.
3. Приміські і промислові зони, протяжні лісові масиви
4. Міські території, на яких принаймні 15% поверхні зайняті будівлями, що мають середню висоту понад 15м

Коефіцієнт напрямку - величина яка враховує нерівномірність вітрового навантаження за напрямками вітру і, як правило, приймається таким, що дорівнює одиниці
Коефіцієнт динамічності -  величина яка враховує вплив пульсаційної складової вітрового навантаження і просторову кореляцію вітрового тиску на споруду.